# Nicola Spaccapietra
Nicola Spaccapietra (Francavilla al Mare, 2 marzo 1800 – Napoli, 15 gennaio 1880) è stato un avvocato, magistrato e politico italiano.

## Biografia
Discendente di una famiglia tra le più antiche di Francavilla studia privatamente lettere e filosofia a Guardiagrele e si trasferisce in seguito a Napoli, dove si laurea in giurisprudenza. Al ritorno in Abruzzo si dedica inizialmente alla professione forense a Chieti e L'Aquila e dal 1831 inizia la carriera nella magistratura borbonica, che nel 1860 lo porta alla vice-presidenza della Corte Suprema di Giustizia su nomina diretta di Francesco II di Borbone. Con l'annessione del Regno delle Due Sicilie al Regno d'Italia viene nominato primo presidente della Corte di cassazione di Napoli.